# IC 4016
NGC 4893A = IC 4016 ist eine linsenförmige Galaxie vom Hubble-Typ S0? pec? im Sternbild der Jagdhunde. Sie ist rund 486 Millionen Lichtjahre von der Milchstraße entfernt.
Die Galaxie bildet zusammen mit dem NGC-Objekt NGC 4893 eine gravitationelle Doppelgalaxie und wurde am 21. März 1903 von Max Wolf entdeckt.